# Iveta Farkašová
Iveta Farkašová (Bardejov, 8 novembre 1971) è un'ex cestista slovacca, fino al 1992 cecoslovacca.

## Carriera
Con la Slovacchia ha disputato i Campionati europei del 1993 e i Campionati mondiali del 1994.